# Stadion Miejski w Gliwicach

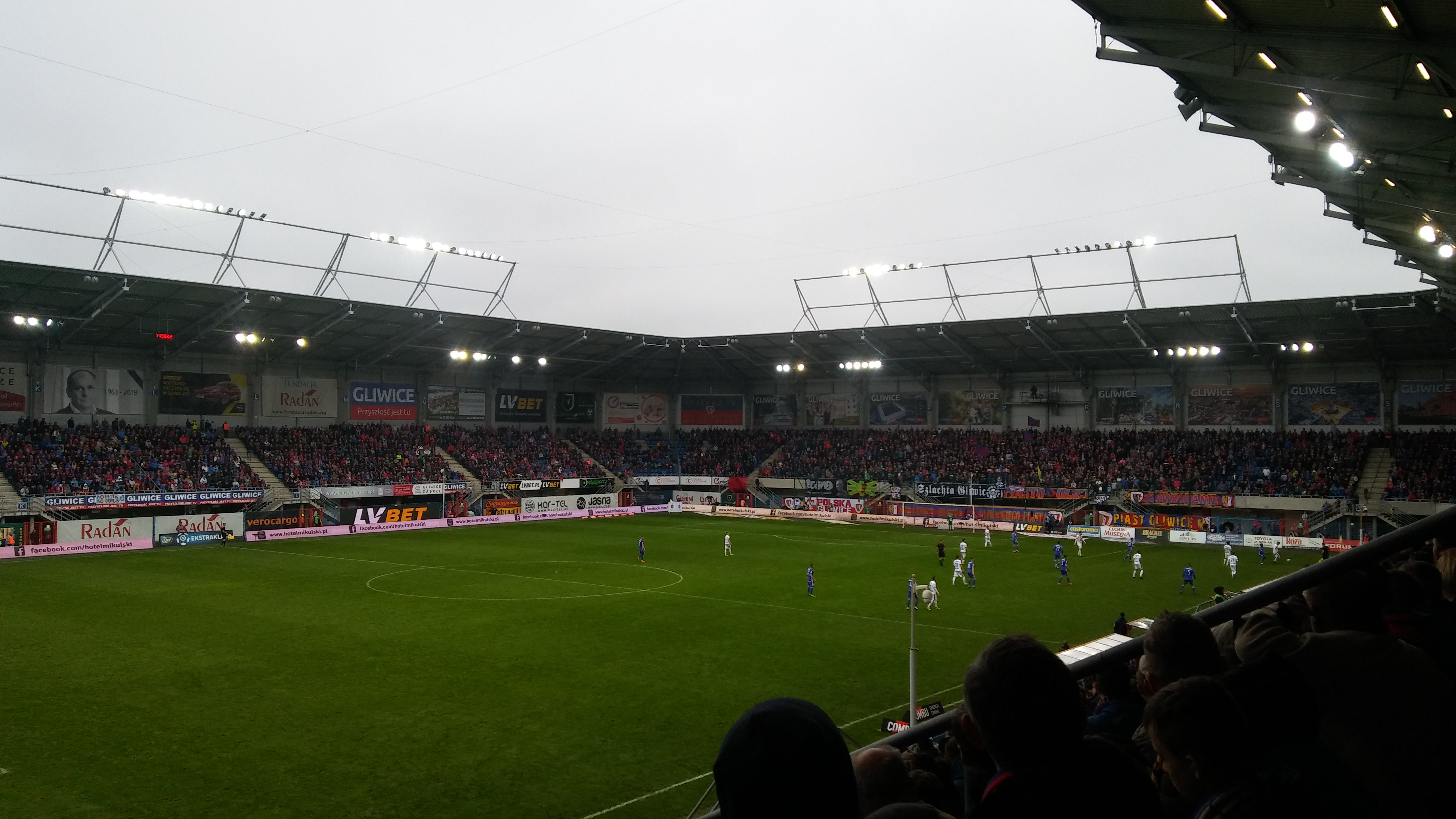
Stadion Piasta podczas meczu

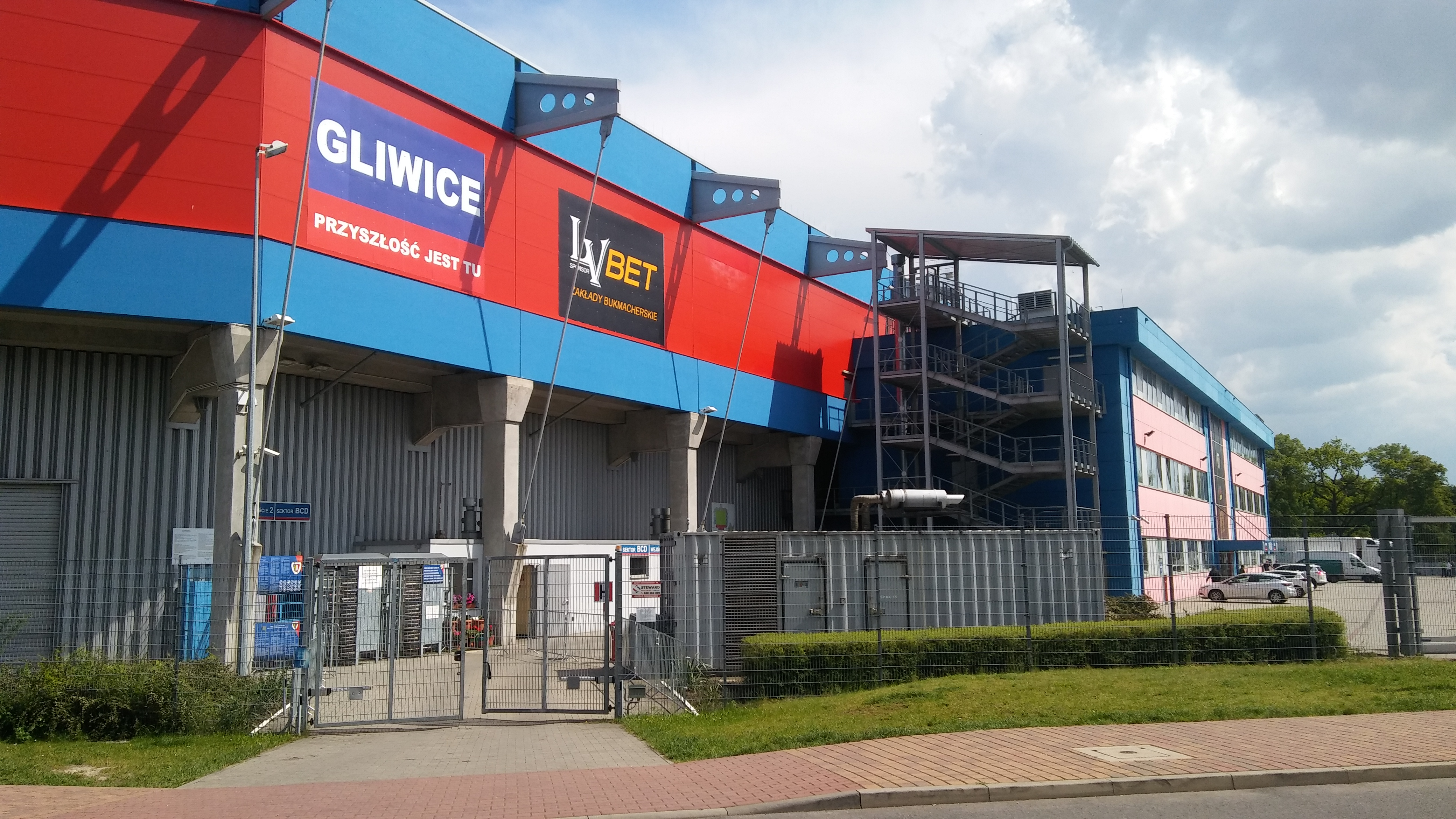
Stadion Piasta z zewnątrz

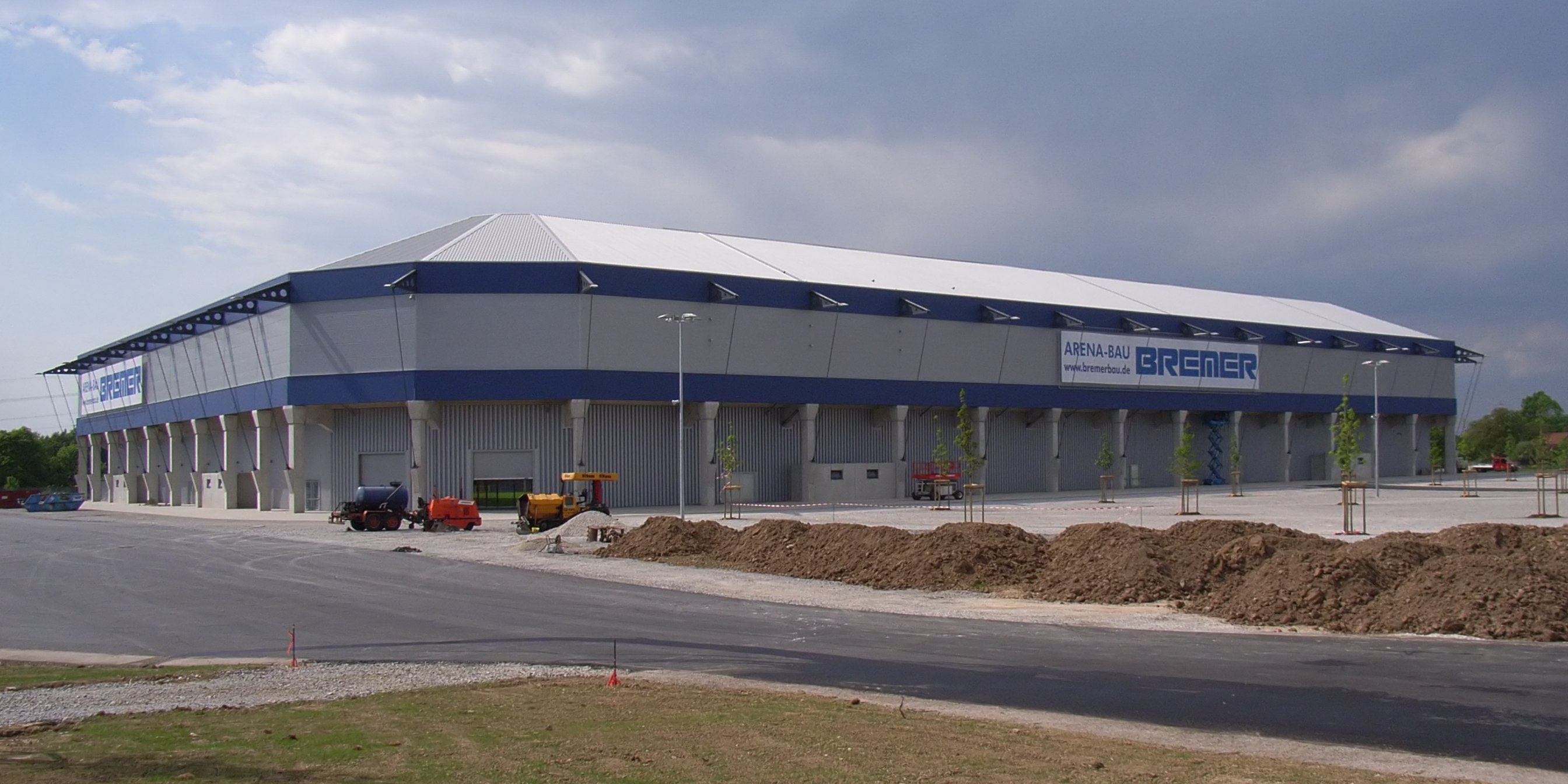
Bliźniaczy stadion w Paderborn

Stadion Miejski im. Piotra Wieczorka w Gliwicach – stadion piłkarski w Gliwicach o pojemności 9736 widzów. Swoje mecze rozgrywa na nim Piast Gliwice.

## Historia
28 września 2010 dni rozpoczęła się budowa stadionu. Stary obiekt został całkowicie wyburzony, a w jego miejscu powstał zupełnie nowy stadion, zaprojektowany przez niemiecką firmę Bremer z Paderborn. Stadion ten jest niemal wierną kopią niemieckiego Benteler-Arena, na którym swe mecze rozgrywa SC Paderborn 07. Wykonawcą obiektu było konsorcjum firm Polimex-Mostostal i ADT and Security. Początkowo koszt budowy miał wynieść 54 mln zł, jednakże ze względu na konieczności przeprojektowania systemu monitoringu i identyfikacji kibiców, koszt ten był wyższy.
Meczem inauguracyjnym na nowym stadionie było spotkanie Piast Gliwice – Wisła Płock rozegrane 5 listopada 2011 roku. Mecz wygrali piłkarze z Gliwic (2:1) przy rekordowej frekwencji 9432 kibiców. Kolejny rekord frekwencji padł 15 maja 2016 podczas meczu z Zagłębiem Lubin i wyniósł 9523 (po tym meczu klub świętował wywalczenie pierwszego w historii wicemistrzostwa). Kolejny rekord padł 19 maja 2019 podczas meczu z Lechem Poznań, po którym Piast został mistrzem Polski. Oglądało go 9913 osób. Po tym meczu prezydent miasta Zygmunt Frankiewicz ogłosił, że stadion będzie nosił imię zmarłego w 2019 wieloletniego wiceprezydenta Gliwic Piotra Wieczorka. 25 września 2020 na stadionie (w holu głównych) odsłonięto tablicę upamiętniającą patrona obiektu.

## Stadion i otoczenie
Na stadionie znajduje się 9736 miejsc siedzących (w tym: 40 miejsc dla osób niepełnosprawnych i ich opiekunów, 192 miejsca w strefie VIP, 30 miejsc dla komentatorów i 50 dla prasy). Na trybunach znajdują się 2 telebimy oraz oświetlenie o natężeniu 2000 luksów. Pod trybunami mieści się 11 budynków pomocniczych, a w nich toalety, punkt ratownictwa medycznego dla widzów oraz miejsce dla ochrony i policji. Wejście na stadion jest możliwe przez jedną z 32 bramek wejściowych. Stadion został zaprojektowany tak, aby w przyszłości była możliwa rozbudowa o kolejne 5 tys. miejsc. 
Główne boisko stadionu ma wymiary 105 × 68 m (zgodne z wytycznymi UEFA) i podgrzewaną murawę z trawy naturalnej, natomiast boisko treningowe o wymiarach 20 × 40 m ma nawierzchnię z trawy sztucznej.
W trzykondygnacyjnym budynku klubowym znalazły się m.in. pomieszczenia dla zawodników z podziałem na gospodarzy i gości, sale dla trenerów, sędziów, delegata i obserwatora UEFA/PZPN, pokój do badań dopingu, pomieszczenia do rozgrzewki zawodników oraz zaplecze biurowe.
Wokół stadionu znajduje się parking na 146 samochodów osobowych i 11 autobusów oraz parking rowerowy.